# 默里布里奇
默里布里奇（英語：Murray Bridge）是澳大利亞南澳大利亞州的一個城市。據2011年澳大利亞人口普查，默里布里奇有人口16708人，是南澳大利亞州第四大城市，僅次於阿德萊德、芒特甘比尔和懷阿拉。。默里布里奇最早的名稱是Mobilong，之後改為Edwards Crossing，在1924年改為現名。

## 历史
默里布里奇地区很早就有原住民居住，当地的纳格罗塔原住民（Ngaralta Aboriginal）将该地区称作莫伯塔翁（Mooppolthawong），意为“鸟的天堂”。近代开始形成城镇起始于1830年代，早前曾被称为爱德华十字路口（Edwards Crossing）。跨越墨累河的第一架桥梁于 1879年建造，1925年与铁路桥接通，1979年与天鹅港桥（Swanport Bridge）接通。